# Elezioni in Galles
Le elezioni in Galles sono ripartite su 3 livelli di governo: 22 autorità locali unitarie, l'Assemblea nazionale per il Galles, il Parlamento del Regno Unito e il Parlamento europeo (quando ne era membro all'interno del Regno Unito).

## Governo locale
Le elezioni per le 22 autorità locali unitarie del Galles si tengono ogni quattro anni. Viene utilizzato il sistema first-past-the-post, sebbene ci siano state richieste di imitare la Scozia nell'introduzione del voto singolo trasferibile per le elezioni. Le principali autorità unitarie sono i consigli di Cardiff, Newport e Swansea, che si trovano tutti sulla costa meridionale.

## Parlamento gallese
Il Parlamento gallese esiste dal 1999, dopo essere stato approvato con rigore dagli elettori gallesi nel referendum sulla devoluzione del 1997. Ha sede nella Baia di Cardiff. Le elezioni al parlamento gallese si tengono ogni cinque anni per eleggere 60 membri del parlamento. Gli elettori dispongono di due voti: uno per scegliere 40 parlamentari nei singoli collegi elettorali attraverso il sistema first-past-the-post e uno per scegliere 20 parlamentari per le regioni (South Wales East, South Wales Central, West South Wales, Mid and West Wales, North Galles), vengono eletti quattro parlamentari, utilizzando il metodo D'Hondt, un sistema elettorale rappresentativo.

## Parlamento del Regno Unito
Gli elettori in Galles eleggono 40 parlamentari alla Camera dei comuni ogni quattro anni in occasione di un'elezione generale britannica. Per i parlamentari gallesi, vedere l'elenco dei parlamentari gallesi.

## Parlamento europeo
Il Galles ha eletto rappresentanti al Parlamento europeo, ma da quando il Regno Unito ha lasciato l'Unione europea nel gennaio 2020 non ha più membri. Era solito eleggere 4 rappresentanti utilizzando il metodo D'Hondt nella Circoscrizione Galles.